# Eduard Kučera
Eduard Kučera (ur. 11 stycznia 1953) – czeski przedsiębiorca i informatyk, współzałożyciel przedsiębiorstwa informatycznego Alwil Software (od 2010 roku Avast Software).
Studiował elektronikę fizyczną na Wydziale Matematyki i Fizyki Uniwersytetu Karola.
Na liście stu najbogatszych Czechów magazynu „Forbes” uplasował się na pozycji ósmej.